# Coupe des nations de rugby à XV 2013
Navigation
Coupe des nations de rugby à XV 2012 IRB Nations Cup 2014
La Coupe des nations de rugby à XV  2013, ou IRB Nations Cup 2013, est une compétition annuelle de rugby à XV.
La coupe s'est déroulée du 8 juin au 16 juin 2013 en Roumanie. Tous les matchs ont été joués au Stade Arcul de Triumf situé à Bucarest.
La Roumanie a conservé son titre remporté en 2012 en remportant ses trois matchs.

## Classement
| Rang | Nation      | J | V | N | D | Pm | Pe | Diff | Pts |
| ---- | ----------- | - | - | - | - | -- | -- | ---- | --- |
| 1    | Roumanie    | 3 | 3 | 0 | 0 | 86 | 41 | +45  | 12  |
| 2    | Italie      | 3 | 2 | 0 | 1 | 66 | 51 | +15  | 8   |
| 3    | Argentine A | 3 | 1 | 0 | 2 | 44 | 73 | -29  | 4   |
| 4    | Russie      | 3 | 0 | 0 | 3 | 56 | 87 | -31  | 0   |

|  | Vainqueur du tournoi (no 1). |
|  | T : tenant du titre.         |

Attribution des points :
*4 points sont attribués pour une victoire
*2 points pour un match nul
*aucun point en cas de défaite
*1 point de bonus pour une perte de sept points ou moins
*1 point de bonus pour avoir marqué quatre essais ou plus dans un match

## Calendriers des matchs
Première journée
| Le 8 juin | Stade Arcul de Triumf, Bucarest | Roumanie    | 30 - 20 | Russie   |
| Le 8 juin | Stade Arcul de Triumf, Bucarest | Argentine A | 6 - 26  | Italie A |

Deuxième journée
| Le 12 juin | Stade Arcul de Triumf, Bucarest | Roumanie | 30 - 8  | Argentine A |
| Le 12 juin | Stade Arcul de Triumf, Bucarest | Russie   | 19 - 27 | Italie A    |

Troisième journée
| Le 16 juin | Stade Arcul de Triumf, Bucarest | Argentine A | 30 - 17 | Russie   |
| Le 16 juin | Stade Arcul de Triumf, Bucarest | Roumanie    | 26 - 13 | Italie A |

## Meilleurs réalisateurs
| Rang | Joueur               | Équipe      | Points |
| ---- | -------------------- | ----------- | ------ |
| 1    | Florin Vlaicu        | Roumanie    | 51     |
| 2    | Yury Kushnarev       | Russie      | 36     |
| 3    | James Ambrosini      | Italie A    | 24     |
| 4    | Simone Ragusi        | Italie A    | 22     |
| 5    | Cătălin Fercu        | Roumanie    | 15     |
| 6    | Sebastián Poet       | Argentine A | 13     |
| 7    | Mihai Macovei        | Roumanie    | 10     |
| 7    | Edoardo Ruffolo      | Italie A    | 10     |
| 9    | Joaquin Diaz Bonilla | Argentine A | 8      |

## Meilleurs marqueurs
| Rang | Joueur          | Équipe     | Essais |
| ---- | --------------- | ---------- | ------ |
| 1    | Cătălin Fercu   | Roumanie   | 3      |
| 2    | Mihai Macovei   | Roumanie   | 2      |
| 2    | Edoardo Ruffolo | Italie A   | 2      |
| 4    | 15 Joueurs      | 15 Joueurs | 1      |